# 穿鼻蠻
穿鼻蛮，南诏时期民族。因其以环穿鼻而得名。
唐时分布在拓东（今昆明），以其以环穿鼻，下垂过颐。若是君长，即以丝绳系其环，令人牵起方才行走。属下则以花头金钉两枚，从鼻翼穿出。其族源自于哀牢人穿鼻种，为现在傣族祖先。